# Arnaldo Pizzorusso
Arnaldo Pizzorusso  (* 29. Mai 1923 in Bagni di Lucca; † 27. März 2012 in Florenz) war ein italienischer Romanist, Französist und Literaturwissenschaftler.

## Leben und Werk
Pizzorusso studierte in Pisa bei Giovanni Macchia. Er war Professor für Französisch an den Universitäten Cagliari (1949–1953), Pisa (1953–1965) und Florenz (1965–1998). Pizzorusso gab ab 1995 die Zeitschrift Rivista di letterature moderne e comparate heraus (er war seit 1982 Mitherausgeber). Er war Mitglied der Accademia dei Lincei (1990) und Ehrendoktor der Universitäten Chicago und Reims. Er war Ritter der Ehrenlegion.

## Werke
- Senancour. Formazione intima. Situazione letteraria di un preromantico, Florenz 1950
- Tre studi su Giraudoux, Florenz 1954
- Studi sulla letteratura dell'età preromantica in Francia, Pisa 1956
- La poetica di Fénelon, Mailand 1959
- La poetica del romanzo in Francia 1660-1685, Rom 1962
- (Hrsg. mit Glauco Natoli und Franco Simone) Studi in onore di Carlo Pellegrini, Turin 1963
- Il vantaglio e il compasso. Fontenelle e le sue teorie letterarie, Neapel  1964
- Sedici commenti a Baudelaire, Florenz 1965, 1975
- Teorie letterarie in Francia. Ricerche sei-settecentesche, Pisa 1968
- Letture di romanzi. Saggi sul romanzo francese del Settecento, Bologna 1990
- Éléments d'une poétique littéraire au XVIIe siècle, Paris 1992
  - Quel piccolo cerchio di parole. Elementi di una poetica letteraria nel Seicento francese, Bologna 1992
- Figure del soggetto, Pisa 1996

### Studi francesi und Quaderni di studio
- Da Montaigne a Baudelaire. Prospettive e commenti, Rom 1971
- Prospettive seconde. Studi francesi, Pisa 1977
- Analisi e variazioni. Studi francesi, Rom 1982
- Ai margini dell'autobiografia. Studi francesi, Bologna  1986
- Principi e occasioni della scrittura. Studi francesi, Bologna 1999
- Quaderni di studio 1975-1990. 1991-1996. 1997-2001. 2002-2006, 4 Bde., Pisa 2000–2007